# Shovel Headed Kill Machine
Shovel Headed Kill Machine è un album della band statunitense Exodus pubblicato nel 2005.
La band in questi ultimi anni ha subito molti cambiamenti di formazione e soprattutto ha avuto (come in passato) enormi problemi legati alla droga e addirittura la carriera stessa del gruppo sembrava chiusa. Dal disco traspare il classico thrash metal caratteristico della band. Dietro la batteria c'è Paul Bostaph, prima volta con gli Exodus, che batte ritmi velocissimi e fa un largo uso della doppia cassa. Buona tecnica e buon album per un gruppo molto trascurato nel panorama thrash metal. Nel disco è inoltre presente una bonus track.

## Tracce
1. Raze - 4:16
2. Deathamphetamine - 8:30
3. Karma's Messenger - 4:13
4. Shudder to Think - 4:48
5. I am Abomination - 3:25
6. Altered Boy - 7:36
7. Going Going Gone - 4:58
8. Now Thy Death Day Come - 5:11
9. 44 Magnum Opus - 6:56
10. Shovel Headed Kill Machine - 2:57
  - Purge the World - 4:00 (presente in alcune edizioni come bonus track al numero 11 (casa discografica Dream On (Corea del Sud)
  - Problems (presente nell'edizione giapponese come pezzo numero 11)

## Formazione
- Rob "The Dick" Dukes - voce
- Gary Holt - chitarra
- Lee Altus - chitarra
- Jack Gibson - basso
- Paul Bostaph - batteria